# جورج شيلي
جورج شيلي (بالإنجليزية: George Shelley)‏ هو مغني بريطاني، ولد في 27 يوليو 1993 في كليفيدون ‏ في المملكة المتحدة.

## وصلات خارجية
- جورج شيلي على موقع IMDb (الإنجليزية)
- جورج شيلي على موقع ميوزك برينز (الإنجليزية)
- جورج شيلي على موقع ديسكوغز (الإنجليزية)
- جورج شيلي على موقع قاعدة بيانات الفيلم (الإنجليزية)